# Fein (песня)
«Fein» (стилизовано как «FE!N») — песня американского рэпера Трэвиса Скотта, написанная при участии его коллеги Playboi Carti. Она вышла 12 марта 2024 года на лейблах Cactus Jack и Epic в качестве пятого сингла из его четвёртого студийного альбома Utopia (2023). Продюсировал Скотт, песня была написана артистами вместе с дополнительным продюсером Jahaan Sweet, а также Sheck Wes, который исполняет гостевой вокал в оригинальной версии песни и в версии, показанной в фильме Circus Maximus. Ремикс-версия с DJ Chase B была выпущена 19 апреля 2024 года.

## Композиция
«Fein» принадлежит к Rage-микрожанру трэп-музыки. В треке репэр Playboi Carti исполняет песню глубоким голосом, что является новой формой вокала в отличие от его фирменного «детского голоса», а Скотт исполняет заглавный припев из слова «fein», сленгового термина для обозначения человека, зависимого от наркотиков и других веществ.

## Отзывы
Песня получила одобрение музыкальных критиков. Эрик Скелтон из Complex назвал её лучшей песней Utopia, а Эклин Лузмила Карабалло — одной из лучших. Юсеф Срур и Джем Асвад из Variety высоко оценили совместную работу в Utopia, приведя в пример «новый, вдохновлённый ловушками Атланты» поток Playboi Carti в этой песне. Андре Ги из Rolling Stone отметил, что песня имеет «такой бит, который достаточно хорош, чтобы Playboi Carti повторял себя 182 раза». Десмонд Лик из Paste написал, что она «даёт нам хорошее представление о новом звучании рэпера-затворника, демонстрируя затягивающий припев „Fein Fein“ на протяжении всего трека».

## Чарты

### Еженедельные чарты
| Чарт (2023—2024)                      | Высшая позиция |
| ------------------------------------- | -------------- |
| Австралия (ARIA)                      | 11             |
| Австралия Hip Hop/R&B (ARIA)          | 5              |
| Австрия (Ö3 Austria Top 40)           | 3              |
| Бельгия/Фландрия (Ultratop 50)        | 39             |
| Канада (Billboard Canadian Hot 100)   | 6              |
| Хорватия Croatia (Billboard)          | 15             |
| Чехия (Singles Digitál Top 100)       | 5              |
| Дания (Tracklisten)                   | 22             |
| Финляндия (Suomen virallinen lista)   | 33             |
| Франция (SNEP)                        | 11             |
| Германия (GfK)                        | 18             |
| Мир (Billboard Global 200)            | 3              |
| Греция (IFPI)                         | 5              |
| Венгрия (Single Top 40)               | 13             |
| Исландия (Tónlistinn)                 | 3              |
| Индия India International (IMI)       | 4              |
| Ирландия (IRMA)                       | 14             |
| Италия (FIMI)                         | 39             |
| Латвия (LAIPA)                        | 1              |
| Литва (AGATA)                         | 7              |
| Люксембург (Billboard)                | 2              |
| Нидерланды (Single Top 100)           | 33             |
| Новая Зеландия (Recorded Music NZ)    | 6              |
| Норвегия (VG-lista)                   | 15             |
| Польша (Polish Streaming Top 100)     | 3              |
| Португалия (AFP)                      | 8              |
| Румыния (Billboard)                   | 5              |
| Швеция (Sverigetopplistan)            | 52             |
| Швейцария (Schweizer Hitparade)       | 1              |
| ОАЭ (IFPI)                            | 12             |
| Великобритания (OCC UK Singles)       | 13             |
| Великобритания (OCC UK Hip Hop/R&B)   | 5              |
| США (Billboard Hot 100)               | 5              |
| США (Billboard Hot R&B/Hip-Hop Songs) | 2              |
| США (Billboard Rhythmic)              | 8              |

## Сертификации
| Регион | Сертификация  | Продажи   |
| --- | ------------- | --------- |
| Австралия (ARIA) | 2× Платиновый | 140 000   |
| Бельгия (BEA) | Платиновый    | 40 000    |
| Бразилия (ABPD) | Бриллиантовый | 160 000   |
| Канада (Music Canada) | 4× Платиновый | 320 000   |
| Дания (IFPI Danmark) | Золотой       | 45 000    |
| Франция (SNEP) | Платиновый    | 200 000   |
| Германия (BVMI) | Золотой       | 300 000   |
| Венгрия (Mahasz) | Золотой       | 2000      |
| Италия (FIMI) | Платиновый    | 100 000   |
| Мексика (AMPROFON) | Золотой       | 70 000    |
| Новая Зеландия (RMNZ) | Платиновый    | 30 000    |
| Польша (ZPAV) | 2× Платиновый | 100 000   |
| Португалия (AFP) | 2× Платиновый | 20 000    |
| Испания (PROMUSICAE) | Золотой       | 30 000    |
| Швейцария (IFPI Switzerland) | Платиновый    | 30 000    |
| Великобритания (BPI) | Золотой       | 400 000   |
| США (RIAA) | 3× Платиновый | 3 000 000 |
| Стриминг |               |           |
| Греция (IFPI Greece) | 2× Платиновый | 4 000 000 |
| Швеция (GLF) | Золотой       | 6 000 000 |
| Данные о продажах + прослушиваниях приведены только на основе сертификации. · Данные только о прослушиваниях приведены на основе сертификации. |               |           |